# Berneuil, Charente

Berneuil este o comună în departamentul Charente, Franța. În 1 ianuarie 2022 avea o populație de 321 de locuitori.